# Paime (kommun)
Paime är en kommun i Colombia.   Den ligger i departementet Cundinamarca, i den centrala delen av landet, 90 km norr om huvudstaden Bogotá. Antalet invånare är 5 473.